# مادام سیرانوش
مادام سیرانوش با نام کامل سیرانوش ملکونیان نخستین بازیگر زن تاریخ سینمای ایران است که در فیلم صامت آبی و رابی (۱۳۰۹) به ایفای نقش پرداخت.
درباره سال تولد یا درگذشت مادام سیرانوش اطلاعات چندانی در دست نیست اما آنگونه که پیداست وی اصالتاً از ارمنیان ایران ولی زاده‌شده در تاشکند است (هرچند بنا به روایتی گفته می‌شود وی زاده مشهد بوده‌است).
مادام سیرانوش پس از اتمام تحصیلات در مسکو،به ایران بازگشت و در تهران ساکن شد.او بازیگر تئاتر و خواننده بود؛همچنین نخستین بازیگر زن تاریخ سینما ایران هم بوده است و برای نخستین بار در فیلم صامت «آبی و رابی» جلوی دوربین فیلمبرداری قرار گرفته‌است. فیلمی که در بهار سال ۱۳۰۹ فیلمبرداری آن آغاز شد و در ۱۲ دی همان سال روی پرده اکران شد.آبی و رابی،تنها بازی مادام در یک فیلم بوده است.